# Пишкоревци
Пишкоревци су насељено место у саставу града Ђакова у Осјечко-барањској жупанији, Република Хрватска.

## Историја
До територијалне реорганизације у Хрватској налазили су се у саставу старе општине Ђаково.

## Становништво
На попису становништва 2011. године, Пишкоревци су имали 1.907 становника.

## Попис1991.
На попису становништва 1991. године, насељено место Пишкоревци је имало 1.805 становника, следећег националног састава:
| Попис 1991.‍   | Попис 1991.‍  | Попис 1991.‍ | Попис 1991.‍ | Попис 1991.‍ |
| ------------- | ------------ | ----------- | ----------- | ----------- |
|               |              |             |             |             |
| Хрвати        | Хрвати       |             | 1.754       | 97,17%      |
| Русини        | Русини       |             | 21          | 1,16%       |
| Мађари        | Мађари       |             | 8           | 0,44%       |
| Словаци       | Словаци      |             | 5           | 0,27%       |
| Срби          | Срби         |             | 4           | 0,22%       |
| Југословени   | Југословени  |             | 2           | 0,11%       |
| Албанци       | Албанци      |             | 1           | 0,05%       |
| Македонци     | Македонци    |             | 1           | 0,05%       |
| Словенци      | Словенци     |             | 1           | 0,05%       |
| неопредељени  | неопредељени |             | 2           | 0,11%       |
| непознато     | непознато    |             | 6           | 0,33%       |
| укупно: 1.805 |              |             |             |             |